# ناوی‌منقاری‌ها
ناوی‌منقاری‌ها (نام علمی: Scomberesox) نام یک سرده از تیره منقارماهی‌های ناوی است.